# Fundación Dr. Antoni Esteve
La Fundación Dr. Antoni Esteve es una institución científica sin ánimo de lucro, con más de 40 años de trayectoria (1983) y con proyección internacional. Su objetivo prioritario es el estímulo del progreso de la ciencia en general y de la farmacoterapéutica en particular, mediante la comunicación, la discusión y la divulgación científica. A fin de cumplir este objetivo, organiza varias actividades presenciales y edita publicaciones científicas de carácter multidisciplinar. La sede de la Fundación está ubicada en Barcelona, aunque sus actividades se realizan en todo el estado español y puntualmente en otros países.

## Historia
La Fundación fue creada en 1983 por iniciativa de los hijos del Dr. Antoni Esteve i Subirana, con el propósito de honrar públicamente su figura de farmacéutico, investigador y empresario.

## Actividades
La Fundación Dr. Antoni Esteve promueve la discusión entre profesionales mediante la organización de simposios internacionales, mesas redondas y grupos de discusión. Así mismo, promueve la comunicación científica en un sentido más amplio mediante la publicación de monografías, cuadernos, libros y artículos en revistas científicas  de acceso gratuito. También publica algunos libros de carácter divulgativo, con el objetivo de hacer llegar la ciencia a la población general.
También organiza seminarios de formación, en España y otros países,  orientados a potenciar competencias que no están suficientemente cubiertas por los programas de grado universitario. Estas actividades y publicaciones se llevan a cabo en colaboración con universidades, instituciones de investigación, centros asistenciales y sociedades científicas.

## Publicaciones destacadas
- Reidenberg MM. The origins and shaping of modern anti-infective therapy. Pharmacotherapy Revisited, n.º 8. Barcelona: Fundación Dr. Antoni Esteve, 2013.
- Gutiérrez Rodilla BM, Navarro FA. La importancia del lenguaje en el entorno biosanitario. Monografías Dr. Antoni esteve, n.º 37. Barcelona: Fundación Dr. Antoni Esteve, 2014.
- Fundación Dr. Antoni Esteve. La medicina en las series de televisión. Cuadernos de la Fundación Dr. Antoni Esteve, n.º 35. Barcelona: Fundación Dr. Antoni Esteve, 2016.
- Sociedad Japonesa de Inmunología. Los misterios del sistema inmunitario. Barcelona: Fundación Dr. Antoni Esteve, 2014.